# Reggina Calcio 1997-1998
Questa pagina raccoglie tutte le informazioni sulla Reggina nella stagione 1997-1998.

## Stagione
Nella stagione 1997-1998 la Reggina disputa il campionato di Serie B, ha raccolto 53 punti con il 6º posto in classifica. La squadra amaranto allenata da Franco Colomba chiude a metà classifica il girone di andata con 24 punti, nel girone di ritorno fa ancor meglio raccogliendo 29 punti, senza riuscire ad entrare nel giro promozione. A metà campionato sono iniziati i lavori di ristrutturazione allo stadio Comunale, sono state abbattuta la vecchia curva sud e metà gradinata. Nel girone di ritorno la capienza dello stadio è stata ridotta a circa 7.000 posti. Gli abbonamenti staccati sono stati 1.803, mentre la media spettatori è stata di circa 4.500. Con nove centri il miglior marcatore stagionale reggino è stato Giacomo Lorenzini, pescato dal Sora, ma di scuola Milan. In Coppa Italia gli amaranto hanno eliminato il Palermo nel doppio confronto del primo turno, nel secondo turno sono stati estromessi dall'Udinese.

## Divise e sponsor
Il fornitore tecnico è Asics per il quarto anno.
Lo sponsor ufficiale è Mauro Caffè
La maglia amaranto aveva delle sottili strisce verticali bianche. Mentre quella bianca viceversa le aveva amaranto.
La terza maglia fu nera.
| Casa | Trasferta | terza maglia |

## Rosa
| N. |                   | Ruolo | Calciatore           |
| -- | ----------------- | ----- | -------------------- |
| 1  | Italia (bandiera) | P     | Davide Micillo       |
| 2  | Italia (bandiera) | D     | Nicola Diliso        |
| 3  | Italia (bandiera) | D     | Maurizio Poli        |
| 4  | Italia (bandiera) | D     | Paolo Ziliani        |
| 5  | Italia (bandiera) | D     | Ugo Napolitano       |
| 6  | Italia (bandiera) | D     | Antonio Aloisi       |
| 7  | Italia (bandiera) | A     | Francesco Marino     |
| 8  | Italia (bandiera) | C     | Marco Sesia          |
| 9  | Italia (bandiera) | A     | Rubens Pasino        |
| 10 | Italia (bandiera) | C     | Giovanni Morabito    |
| 11 | Italia (bandiera) | A     | Mario La Canna       |
| 12 | Italia (bandiera) | P     | Daniele Cerretti     |
| 13 | Italia (bandiera) | C     | Davide Bombardini    |
| 14 | Italia (bandiera) | D     | Simone Giacchetta    |
| 15 | Italia (bandiera) | C     | Pasquale De Vincenzo |
| 16 | Italia (bandiera) | A     | Massimo Campo        |

| N. |                           | Ruolo | Calciatore             |
| -- | ------------------------- | ----- | ---------------------- |
| 17 | Italia (bandiera)         | C     | Alessandro Monticciolo |
| 18 | Italia (bandiera)         | C     | Vittorio Pinciarelli   |
| 19 | Italia (bandiera)         | D     | Fabio Di Sole          |
| 20 | Italia (bandiera)         | C     | Simone Perrotta        |
| 21 | Italia (bandiera)         | D     | Nicola Pagani          |
| 22 | Italia (bandiera)         | P     | Agostino Di Dio        |
| 23 | Italia (bandiera)         | A     | Giacomo Lorenzini      |
| 24 | Italia (bandiera)         | C     | Alessio Pirri          |
| 25 | Costa d'Avorio (bandiera) | C     | Serge Dié              |
| 26 | Italia (bandiera)         | C     | Stefano Favata         |
| 27 | Italia (bandiera)         | C     | Giuseppe Vaglica       |
| 28 | Italia (bandiera)         | C     | Armando Calveri        |
| 29 | Italia (bandiera)         | D     | Emanuele Aloe          |
| 30 | Italia (bandiera)         | D     | Giandomenico Mesto     |
| 31 | Italia (bandiera)         | C     | Marco Russo            |
| 32 | Italia (bandiera)         | C     | Luigi Quarticelli      |

## Risultati

### Campionato

#### Girone di andata
| Arbitro: | Rosetti (Torino) |

|                |           |  |
| F. Cossato 87’ | Marcatori |  |

| Arbitro: | Dagnello (Trieste) |

|            |           |  |
| Marino 44’ | Marcatori |  |

| Reggio Calabria 14 settembre 1997, ore 15:00 3ª giornata | Reggina             | 0 – 0 | Treviso | Stadio Comunale (7000 spett.)\| Arbitro: \| Strazzera (Trapani) \| |
| Arbitro:                                                 | Strazzera (Trapani) |       |         |                                                                    |

| Arbitro: | Sirotti (Forlì) |

|                                      |           |                              |
| Ziliani 44’ (aut.) Chianese 51’, 71’ | Marcatori | 32’ Lorenzini 60’ Giacchetta |

| Arbitro: | Calabrese |

|                 |           |  |
| Pinciarelli 66’ | Marcatori |  |

| Arbitro: | Branzoni (Pavia) |

|                             |           |                                |
| Lucidi 60’ G. Bresciani 70’ | Marcatori | 8’, 46’ Lorenzini 33’ Perrotta |

| Arbitro: | Pin (Conegliano) |

|  |           |              |
|  | Marcatori | 47’ Cucciari |

| Arbitro: | Lana (Torino) |

|  |           |               |
|  | Marcatori | 47’ Lorenzini |

| Arbitro: | Sputore (Vasto) |

|               |           |  |
| Lorenzini 12’ | Marcatori |  |

| Arbitro: | Bonfrisco (Monza) |

|            |           |               |
| Longhi 57’ | Marcatori | 43’ Lorenzini |

| Arbitro: | Ceccarini (Livorno) |

|                          |           |                   |
| Lorenzini 35’ Marino 79’ | Marcatori | 28’, 38’ Ferrante |

| Arbitro: | Boggi (Salerno) |

|                           |           |  |
| De Patre 12’ Berretta 81’ | Marcatori |  |

| Arbitro: | Serena (Bassano del Grappa) |

|                      |           |                               |
| Sesia 45’ Diliso 61’ | Marcatori | 37’, 48’ Palumbo 73’ Biagioni |

| Genova 14 dicembre 1997, ore 15:00 14ª giornata | Genoa            | 0 – 0 | Reggina | Stadio Luigi Ferraris (11000 spett.)\| Arbitro: \| Rossi (Ciampino) \| |
| Arbitro:                                        | Rossi (Ciampino) |       |         |                                                                        |

| Reggio Calabria 21 dicembre 1997, ore 15:00 15ª giornata | Reggina             | 0 – 0 | Pescara | Stadio Comunale (5000 spett.)\| Arbitro: \| Strazzera (Trapani) \| |
| Arbitro:                                                 | Strazzera (Trapani) |       |         |                                                                    |

| Arbitro: | Sirotti (Forlì) |

|              |           |           |
| De Vitis 87’ | Marcatori | 19’ Sesia |

| Arbitro: | Preschern (Mestre) |

|                             |           |  |
| De Cesare 35’ Artistico 73’ | Marcatori |  |

| Arbitro: | Rosetti (Torino) |

|                              |           |  |
| Morabito 58’ Marino 78’, 81’ | Marcatori |  |

| Arbitro: | Branzoni (Pavia) |

|                                                |           |  |
| Brioschi 6’ Schwoch 8’ Dal Canto 35’ Pavan 39’ | Marcatori |  |

#### Girone di ritorno
| Reggio Calabria 1º febbraio 1998, ore 15:00 20ª giornata | Reggina              | 0 – 0 | Chievo | Stadio Comunale (4100 spett.)\| Arbitro: \| Calabrese (Avezzano) \| |
| Arbitro:                                                 | Calabrese (Avezzano) |       |        |                                                                     |

| Arbitro: | Paparesta (Bari) |

|           |           |           |
| Pirri 11’ | Marcatori | 72’ Sesia |

| Arbitro: | Sputore (Vasto) |

|                         |           |  |
| Fiorio 69’ Talalaev 72’ | Marcatori |  |

| Reggio Calabria 22 febbraio 1998, ore 15:00 23ª giornata | Reggina           | 0 – 0 | Foggia | Stadio Comunale (3500 spett.)\| Arbitro: \| Bonfrisco (Monza) \| |
| Arbitro:                                                 | Bonfrisco (Monza) |       |        |                                                                  |

| Arbitro: | Preschern (Mestre) |

|  |           |            |
|  | Marcatori | 29’ Aloisi |

| Arbitro: | Cardella (Torre del Greco) |

|                           |           |            |
| Giacchetta 41’ Aloisi 86’ | Marcatori | 29’ Nocera |

| Arbitro: | Rosetti (Torino) |

|  |           |                 |
|  | Marcatori | 88’ Pinciarelli |

| Reggio Calabria 22 marzo 1998, ore 15:00 27ª giornata | Reggina          | 0 – 0 | Lucchese | Stadio Comunale (4000 spett.)\| Arbitro: \| Pin (Conegliano) \| |
| Arbitro:                                              | Pin (Conegliano) |       |          |                                                                 |

| Arbitro: | Calabrese (Avezzano) |

|                              |           |                    |
| Vecchiola 36’ Bertarelli 73’ | Marcatori | 3’ Sesia 6’ Diliso |

| Arbitro: | Gambino (Barletta) |

|                          |           |            |
| Lorenzini 39’ Marino 47’ | Marcatori | 58’ Longhi |

| Arbitro: | Messina (Bergamo) |

|                            |           |  |
| Ferrante 20’ Brambilla 62’ | Marcatori |  |

| Arbitro: | Preschern (Mestre) |

|                      |           |                        |
| Sesia 31’ Marino 34’ | Marcatori | 64’ De Patre 81’ Muzzi |

| Arbitro: | Sputore (Vasto) |

|  |           |                           |
|  | Marcatori | 45’ Campo 90’ Pinciarelli |

| Arbitro: | Pellegrino (Barcellona Pozzo di Gotto) |

|                      |           |  |
| Campo 54’ Marino 57’ | Marcatori |  |

| Arbitro: | Rossi (Ciampino) |

|            |           |               |
| Pisano 59’ | Marcatori | 81’ Lorenzini |

| Arbitro: | Dagnello (Trieste) |

|  |           |                               |
|  | Marcatori | 47’ Binotto 78’, 90’ Aglietti |

| Arbitro: | Bonfrisco (Monza) |

|            |           |  |
| Aloisi 81’ | Marcatori |  |

| Arbitro: | Cardella (Torre del Greco) |

|                              |           |            |
| Landonio 22’ Mazzeo 45’, 82’ | Marcatori | 61’ Aloisi |

| Arbitro: | Gambino (Barletta) |

|           |           |                |
| Sesia 61’ | Marcatori | 15’ M. Cossato |

### Coppa Italia
| Arbitro: | Tombolini (Ancona) |

|                |           |                       |
| Ciardiello 73’ | Marcatori | 55’ Diliso 83’ Marino |

| Reggio Calabria 24 agosto 1997, ore 20:30 1º turno - ritorno | Reggina          | 0 – 0 referto | Palermo | Comunale (4000 spett.)\| Arbitro: \| Paparesta (Bari) \| |
| Arbitro:                                                     | Paparesta (Bari) |               |         |                                                          |

| Arbitro: | Bonfrisco (Monza) |

|           |           |                    |
| Sesia 84’ | Marcatori | 74’ Emam 88’ Poggi |

| Arbitro: | De Santis (Tivoli) |

|                                                     |           |  |
| Bierhoff 9’ M. Amoroso 68’ (rig.) Cappioli 71’, 90’ | Marcatori |  |

### Statistiche dei giocatori
| Giocatore      | Serie B  | Serie B | Serie B     | Serie B    | Coppa Italia | Coppa Italia | Coppa Italia | Coppa Italia | Totale   | Totale | Totale      | Totale     |
| Giocatore      | Presenze | Reti    | Ammonizioni | Espulsioni | Presenze     | Reti         | Ammonizioni  | Espulsioni   | Presenze | Reti   | Ammonizioni | Espulsioni |
| -------------- | -------- | ------- | ----------- | ---------- | ------------ | ------------ | ------------ | ------------ | -------- | ------ | ----------- | ---------- |
| D. Micillo     | 36       | -38     | -           | 0          | 2            | -1           | 0            | 1            | 38       | -39    | 0           | 1          |
| D. Cerretti    | 3        | -2      | -           | 0          | 3            | -6           | 0            | 0            | 6        | -8     | 0           | 0          |
| N. Diliso      | 35       | 2       | -           | 0          | 4            | 1            | 1            | 0            | 39       | 3      | 1           | 0          |
| M. Poli        | 23       | 0       | -           | 0          | 2            | 0            | 0            | 0            | 25       | 0      | 0           | 0          |
| P. Ziliani     | 25       | 0       | -           | 0          | 4            | 0            | 0            | 0            | 29       | 0      | 0           | 0          |
| S. Giacchetta  | 34       | 2       | -           | 0          | 4            | 0            | 0            | 0            | 38       | 2      | 0           | 0          |
| V. Pinciarelli | 34       | 3       | -           | 0          | 3            | 0            | 0            | 0            | 37       | 3      | 0           | 0          |
| A. Monticciolo | 30       | 0       | -           | 0          | 2            | 0            | 0            | 0            | 32       | 0      | 0           | 0          |
| R. Pasino      | 26       | 0       | -           | 0          | 3            | 0            | 0            | 0            | 29       | 0      | 0           | 0          |
| D. Bombardini  | 6        | 0       | -           | 0          | 1            | 0            | 0            | 0            | 7        | 0      | 0           | 0          |
| G. Lorenzini   | 31       | 9       | -           | 0          | 4            | 0            | 1            | 0            | 35       | 9      | 1           | 0          |
| G. Morabito    | 31       | 1       | -           | 0          | 2            | 0            | 0            | 0            | 33       | 1      | 0           | 0          |
| M. La Canna    | 16       | 0       | -           | 0          | 2            | 0            | 0            | 0            | 18       | 0      | 0           | 0          |
| P. De Vincenzo | 5        | 0       | -           | 0          | 2            | 0            | 0            | 0            | 7        | 0      | 0           | 0          |
| S. Perrotta    | 26       | 1       | -           | 0          | 3            | 0            | 1            | 0            | 29       | 1      | 1           | 0          |
| A. Pirri       | 8        | 0       | -           | 0          | 0            | 0            | 0            | 0            | 8        | 0      | 0           | 0          |
| A. Aloisi      | 22       | 4       | -           | 0          | 1            | 0            | 0            | 0            | 23       | 4      | 0           | 0          |
| M. Campo       | 14       | 2       | -           | 0          | 1            | 0            | 0            | 0            | 15       | 2      | 0           | 0          |
| N. Pagani      | 5        | 0       | -           | 0          | 1            | 0            | 1            | 0            | 6        | 0      | 1           | 0          |
| U. Napolitano  | 24       | 0       | -           | 0          | 3            | 0            | 0            | 0            | 27       | 0      | 0           | 0          |
| M. Sesia       | 32       | 6       | -           | 0          | 3            | 1            | 1            | 0            | 35       | 7      | 1           | 0          |
| F. Di Sole     | 17       | 0       | -           | 0          | 2            | 0            | 0            | 0            | 19       | 0      | 0           | 0          |
| S. Dié         | 5        | 0       | -           | 0          | 0            | 0            | 0            | 0            | 5        | 0      | 0           | 0          |
| S. Favata      | 1        | 0       | -           | 0          | 0            | 0            | 0            | 0            | 1        | 0      | 0           | 0          |
| F. Marino      | 35       | 7       | -           | 0          | 3            | 1            | 0            | 0            | 38       | 8      | 0           | 0          |
| L. Quarticelli | 1        | 0       | -           | 0          | 0            | 0            | 0            | 0            | 1        | 0      | 0           | 0          |

## Piazzamenti
- Serie B: 7º posto con 53 punti (13 vittorie, 14 pareggi, 11 sconfitte; 37 gol fatti, 41 gol subiti).
- Coppa Italia: eliminata ai sedicesimi di finale dall'Udinese.